# 9-й батальон территориальной обороны Винницкой области
9-й батальон территориальной обороны Винницкой области (укр. 9-й батальйон територіальної оборони) — отдельный батальон, созданный в Винницкой области и в дальнейшем вошедший в состав 59-й отдельной мотопехотной бригады Сухопутных войск Украины.

## Предшествующие события
19 марта 2014 года Совет национальной безопасности и обороны Украины принял решение о создании оперативных штабов при областных государственных администрациях пограничных областей Украины. 30 марта 2014 года и. о. президента Украины А. В. Турчинов поручил руководителям областных администраций начать создание батальонов территориальной обороны в каждой области Украины.
30 апреля 2014 года было принято официальное решение возложить функции создания батальонов территориальной обороны в каждой области Украины на областные военные комиссариаты.

## Формирование батальона
Формирование батальона началось в начале мая 2014 года и было завершено 21 мая 2014 года. В дальнейшем, началась боевая подготовка личного состава батальона.
Формирование батальона проходило с использованием бюджетных средств Винницкой области:
- так, в мае 2014 года из бюджета Винницкой области было выделено 3,5 млн гривен (ранее предназначавшихся для реконструкции киноконцертного зала «Райдуга»)[7]
- 17 сентября 2014 года председатель облсовета Сергей Свитко подписал распоряжение о передаче батальону автомобиля УАЗ-3741 (который из ведения областного госпиталя инвалидов сроком на год передан в безвозмездное пользование Винницкому областному военкомату для обеспечения нужд 9-го батальона территориальной обороны области)[8].
- 11 октября 2014 года батальону передали передвижную полевую баню, построенную при участии специалистов коммунального предприятия «Водоканал» и работников «Вінницяоблтеплокомуненерго»; кроме того, обладминистрация готовит к отправке печки и тёплую одежду[9]
- 29 декабря 2014 года председатель облсовета Винницкой области Сергей Свитко передал батальону один УАЗ-31512, ранее принадлежавший КП «Винницакино»[10]

Кроме того, использовались внебюджетные средства из «Фонда Петра Порошенко» и иных источников:
- так, летом 2014 года депутат Верховной Рады А. Г. Домбровский перечислил 186 тыс. гривен на приобретение бронежилетов и ещё 48 тыс. — на приобретение постельного белья для батальона; компания «Плазма-Тек» — 100 тыс. гривен; кроме того, денежные средства перечисляли компания ООО «Агро-Эталон» и другие предприниматели[11].

В конце октября 2014 года 9-й батальон территориальной обороны был преобразован в 9-й отдельный мотопехотный батальон 30-й отдельной механизированной бригады
В апреле 2015 года находившийся в городе Гайсин батальон передали из состава 30-й отдельной механизированной бригады в состав 59-й отдельной механизированной бригады.
В соответствии с указом президента Украины П. А. Порошенко № 44 от 11 февраля 2016 года оказание шефской помощи батальону было поручено Винницкой областной государственной администрации.

## Деятельность
Формирование батальона проходило на территории Житомирской области.
12 июня 2014 года батальон прибыл в зону боевых действий.
2 июля 2014 года губернатор Винницкой области Анатолий Олейник сообщил, что в зоне «антитеррористической операции» погиб один боец батальона.
21 августа 2014 года во время миномётного обстрела блокпоста в районе Мариуполя погиб один военнослужащий батальона.
24 августа 2014 года блокпост, который охраняли солдаты батальона, обстреляли из танков и «Градов». После двух дней обороны, не дождавшись подмоги, военнослужащие батальона были вынуждены отступить из-под Новоазовска в Мариуполь. Но там им устроили холодный приём и обвинили в трусости.
По официальным данным министерства обороны Украины, потери батальона в период до 28 августа 2014 года составили 3 военнослужащих убитыми.
В дальнейшем, 75 солдат выехали в Винницу, где обратились в военкомат с требованием о демобилизации.
6 сентября 2014 года на пункте пропуска «Меловое» в Луганской области в ходе обмена пленными украинской стороне были возвращены два солдата 9-го батальона территориальной обороны, ранее взятых в плен ополченцами.
По состоянию на 10 сентября 2014 года, батальон находился в «зоне G» (район Мариуполя).
По состоянию на 17 сентября 2014 года батальон находился в Мариуполе.
По состоянию на середину октября 2014 года, батальон находился в зоне боевых действий. 16 октября 2014 в центре Винницы родственники военнослужащих батальона перекрыли движение транспорта с требованием вернуть батальон по месту постоянной дислокации, в Винницкую область
29 октября 2014 года в бою у села Гранитное Тельмановского района Донецкой области погиб ещё один военнослужащий батальона — оператор противотанкового взвода.
1 ноября 2014 года в ходе ротации личного состава 70 военнослужащих батальона были выведены из зоны боевых действий в Винницкую область
8 ноября 2014 года командир батальона полковник В. О. Куценко сообщил в интервью, что с начала участия в боевых действиях батальон потерял 3 военнослужащих убитыми и 21 ранеными

## Техника, вооружение и снаряжение
Личный состав батальона вооружён стрелковым оружием (автоматами АК-74 и АКС-74У), также были получены несколько винтовок СВД, которыми вооружили снайперов.
В распоряжении батальона имеется автотранспорт.
11 августа 2014 года на вооружение батальона поступили шесть бронемашин БРДМ-2.
27 июля 2014 года батальону передали 100 шт. бронежилетов украинского производства (стальные пластины к которым изготавливали на предприятии «Агромаш» в Тывровском районе Винницкой области, а тканевые чехлы сшиты в Виннице) (позднее было установлено, что эти бронежилеты не обеспечивают заявленный уровень защиты).
По состоянию на 27 августа 2014 года, личный состав батальона получил 220 бронежилетов и был обеспечен стальными касками на 100 %.
8 ноября 2014 года батальон получил два грузовика — один ГАЗ-66 и один ЗИЛ-130.
7 января 2015 года батальон получил трёхместный багги «Пегас» (построенный автогонщиком Юрием Берко осенью-зимой 2014 года)